# Ahmed Nazif
Ahmed Nazif (Árabe: أحمد نظيف; Alejandría, 8 de julio de 1952) sirvió de primer ministro de Egipto desde el 14 de julio de 2004 hasta el 28 de enero de 2011. cuando su gabinete fue destituido por el presidente Hosni Mubarak a la luz de un levantamiento popular que condujo a la Revolución egipcia de 2011. 

## Carrera
El presidente Hosni Mubarak le invitó a formar parte del nuevo gobierno el 9 de julio de 2004, jurando el cargo junto a catorce nuevos ministros el 14 de julio. Él recibió inmediatamente el apoyo parlamentario seguido de un formal voto de confianza. Él es el primer ministro más joven desde la formación de la República y el segundo más joven de la historia moderna de Egipto. Se sabe que su gabinete está formado por tecnócratas y neoliberales. También se rumorea que es el gabinete más rico de la historia de la República.
Llegó al poder reemplazando al anterior primer ministro Atef Obeid, que fue nombrado en gabinete de emergencia, lo que incitó al desplome de 34 miembros elegido cada cuatro años. Dr. Nazif sirvió al Ministerio de Comunicaciones e Información Tecnológica durante el gobierno de Obeid. Antes de esto, Dr. Nasif fue profesor en la Facultad de Ingeniería de la Universidad de El Cairo. El 29 de enero de 2011 durante las protestas egipcias fue sustituido por el general Ahmed Shafik.